# 十二丁目城
十二丁目城（じゅうにちょうめじょう）は、 岩手県花巻市十二丁目にあった日本の城。別称獅子ヶ鼻城。北上川中流域の獅子ヶ鼻の台上にあり古館、上館とも称し、台地の後背地（西側）に濠があったといわれるが、いまは水田のため確認はできない。

## 歴史・沿革
築城年代は不明であるが、陸奥国稗貫郡十二丁目村に所在し、永禄（1558年-1570年）の頃に居住した稗貫氏の家臣伊藤氏が十二丁目氏を名乗った。天正18年（1590年）、豊臣秀吉の奥州仕置によって稗貫氏とともに十二丁目氏も滅亡し、当城は仕置に際して、浅野弾正長政の一族が駐留したと伝えられる。
天正20年（1592年）の『諸城破却書上』には、「十二丁目 平城 破 寺前縫殿助 持分」とあり、文禄元年（1592年）に城は破却された。慶長5年（1600年）、和賀・稗貫一揆では、和賀勢が立て籠り、南部勢の北十左衛門らに攻撃されている。

## 参考資料
- 「角川日本地名大辞典」編纂委員会『角川日本地名大辞典 3 岩手県』角川書店、1985年。ISBN 4040010302。
- 児玉幸多、坪井清足『日本城郭大系 第2巻 青森・岩手・秋田』新人物往来社、1980年7月15日。